# 德米特里·奥夫相尼科夫
德米特里·弗拉基米罗维奇·奥夫相尼科夫（羅馬化：Dmitriy Vladimirovich Ovsyannikov；1977年2月21日—）是俄罗斯政治人物，前塞瓦斯托波尔市长和工业和贸易部副部长。2020年4月5日，他于伊热夫斯克机场与警方发生冲突，因此被拘留。4月8日，他因该丑闻而被统一俄罗斯党开除党籍。4月23日，米哈伊尔·米舒斯京解除他的工业和贸易部副部长一职。